# María de los Ángeles Ortiz
Pour les articles homonymes, voir Ortiz.
María de los Àngeles Ortíz Hernández, née à Comalcalco, Mexique (en) le 19 février 1973, est une athlète handisport mexicaine spécialiste en lancer du poids.

## Biographie
En 2004, elle est heurtée par un chauffeur ivre et doit être amputée la jambe gauche.
Elle est membre de l'équipe mexicaine lors des Jeux paralympiques de Pékin où elle remporte la médaille d'argent en lancer de poids ; quatre ans plus tard, dans les Jeux paralympiques de 2012, elle rafle la médaille d'or dans la même discipline dans la catégorie F57/58,. Elle conserve sa médaille d'or lors des Jeux de 2016.
Au niveau continental, elle participe aux Jeux Parapanaméricains de 2007 à Rio de Janeiro et aux Jeux Parapanaméricains de 2011 à Guadalajara où elle gagne l'or puis l'argent en lancer du poids,. En 2011, elle bat le record du monde en lancer du poids avec un jet à 11,21 m lors des Championnats du monde d'athlétisme handisport en 2011 à Christchurch,,.